# Учредительное национальное собрание Чехословацкой Республики
Учредительное национальное собрание Чехословацкой Республики (чеш. Ústavodárné Národní shromáždění republiky Československé, словац. Ústavodarné Národné zhromaždenie republiky Československej) — высший законодательный орган Третьей Чехословацкой республики в период c июня 1946 по 30 мая 1948 года. 
Собрание было сформировано на основе выборов. Основной задачей собрания было принятие новой Чехословацкой конституции (срок полномочий собрания был установлен до созыва избранного по этой конституции парламента; однако максимальный срок — два года). По мимо этого собранием было принято более 220 других законов.
Принятие новой конституции Чехословацкой Республики состоялось после февральских событий 1948 года, на 114-м заседании, 9 мая 1948 года во Владиславском зале Пражского Града. Согласно протоколам, за конституцию проголосовало все 246 присутствующих депутатов. Остальные 54 депутата на заседании не присутствовали.

## Структура и состав
|        |                                                   |           |
| Партия | Партия                                            | Мандаты   |
|        | Коммунистическая партия Чехословакии              | 93 из 300 |
|        | Чехословацкая национально-социалистическая партия | 55 из 300 |
|        | Чехословацкая народная партия                     | 46 из 300 |
|        | Демократическая партия                            | 43 из 300 |
|        | Чехословацкая социал-демократия                   | 37 из 300 |
|        | Коммунистическая партия Словакии                  | 21 из 300 |
|        | Партия свободы                                    | 3 из 300  |
|        | Партия труда                                      | 2 из 300  |